# ケラーニ
ケラーニ（Kehlani、本名: Kehlani Ashley Parrish、1995年4月24日 - ）は、アメリカ合衆国のシンガーソングライター、R&Bミュージシャンである。

## 来歴

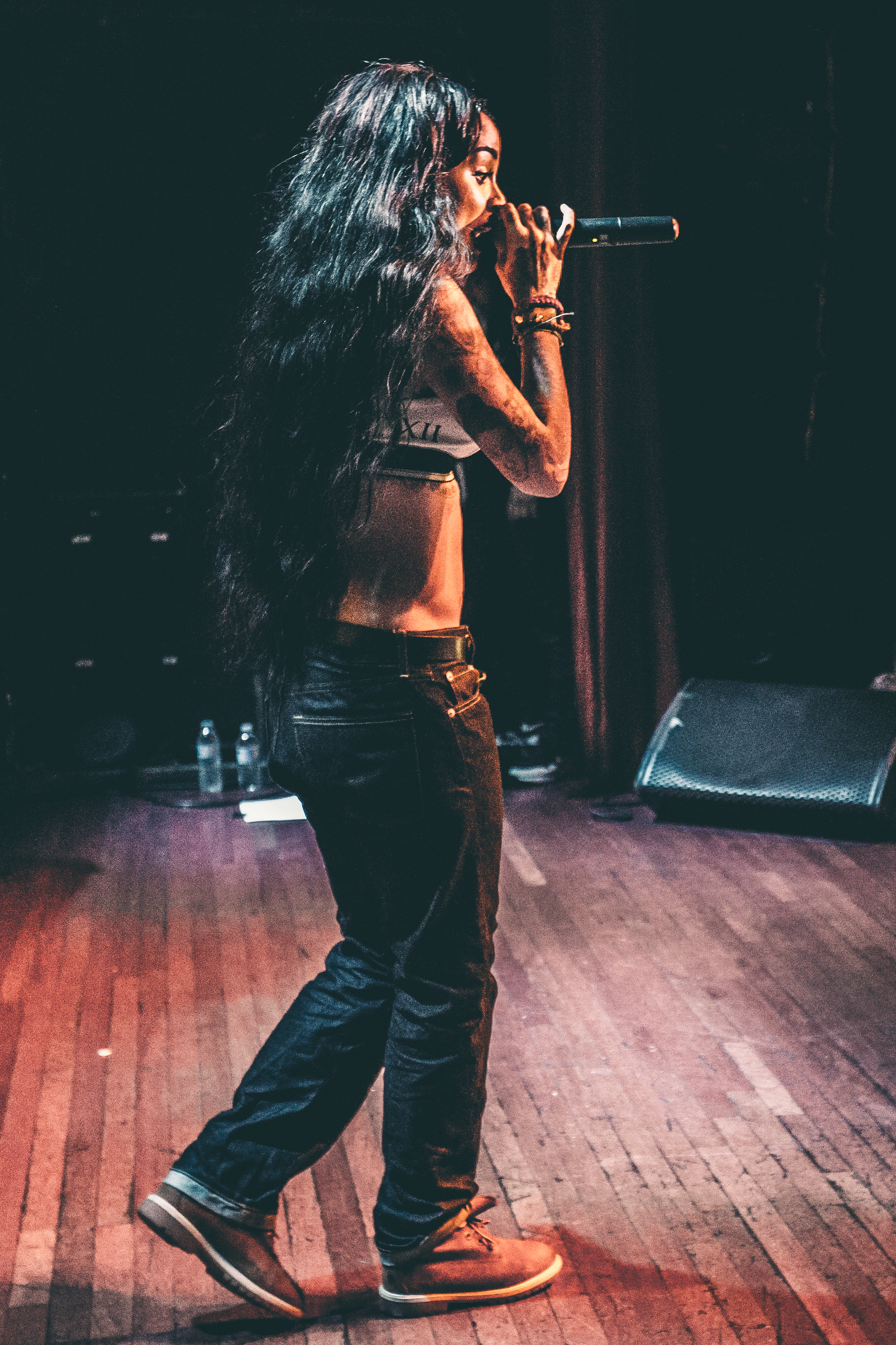
ライブの様子（2015年）

2015年にリリースしたミックステープ『You Should Be Here』が注目を集め、第58回グラミー賞の最優秀アーバン・コンテンポラリー・アルバム賞にノミネートされる。
2016年、「Crzy」「Gangsta」といった曲がヒットし話題となった。
2017年、デビューアルバム『SweetSexySavage』をリリース。同年、ラッパーのジー・イージーとコラボレーションした曲「Good Life」が映画『ワイルド・スピード ICE BREAK』の主題歌に起用された。同年のサマーソニックに出演し、共演したジー・イージーとともに初来日を果たした。
2020年、2作目のアルバム『It Was Good Until It Wasn't』をリリースした。

## 人物
1995年にアメリカのカリフォルニア州オークランドで出生。母親は麻薬中毒で苦しみ、刑務所で暮らしていた。父親も幼いころに麻薬中毒で亡くなったため、祖母に育てられた。
10代の頃にダンスを覚え、地元のグループ・ポップライフに加入していた。ジュリアード音楽院に入っていたころに膝を負傷し、本格的に歌手を目指した。
クィアと公表していたが、2021年にレズビアンであることをカムアウトした。ポリアモリーである。ジェンダー・アイデンティティーについてはノンバイナリーだと公で語っている。

## ディスコグラフィ
スタジオ・アルバム
- SweetSexySavage (2017年)
- It Was Good Until It Wasn't (2020年)

ミックステープ
- Cloud 19 (2014年)
- You Should Be Here (2015年)
- While We Wait (2019年)

## 関連人物
- 鈴木マリナ
- ゼイン・マリク
- ジー・イージー